# Шије (Лоара)
Шије (фр. Chuyer) насеље је и општина у источној Француској у региону Рона-Алпи, у департману Лоара која припада префектури Сент Етјен.
По подацима из 2011. године у општини је живело 782 становника, а густина насељености је износила 64,84 становника/km². Општина се простире на површини од 12,06 km². Налази се на средњој надморској висини од 475 метара (максималној 880 m, а минималној 319 m).

## Демографија
| 1962. | 1968. | 1975. | 1982. | 1990. | 1999. | 2011. |
| ----- | ----- | ----- | ----- | ----- | ----- | ----- |
| 355   | 383   | 372   | 423   | 457   | 587   | 782   |

График промене броја становника у току последњих година